# Athemus viator
Athemus viator is een keversoort uit de familie soldaatjes (Cantharidae). De wetenschappelijke naam van de soort werd in 1889 gepubliceerd door Gorh.